# 貓頭鷹之城
貓頭鷹之城（Owl City），又譯作貓頭鷹之城（港澳）， 是由美國音樂家和歌手亞當·揚（Adam Young）所創造的音樂計畫。這個音樂計畫开始于明尼蘇達州的奥瓦通纳。

## 簡介
2007年，美國大學二年級學生亞當·揚在明尼蘇達州創造了貓頭鷹之城，亞當·揚是該音樂計畫的唯一成員，創作、編曲、作詞、混音合成、主唱全由亞當·揚擔任。貓頭鷹之城成立不久，便於2007年發行了首張EP《Of June》。 2008年貓頭鷹之城發行了首張專輯《Maybe I'm Dreaming》。 2009年，先後發行了單曲《Hot Air Balloon》、《Strawberry Avalanche》，2009年7月14日發行了全新專輯《Ocean Eyes》，其中的主打歌〈螢火蟲〉更是一舉躍上美國Billboard榜單的冠軍寶座和itunes下載排名的冠軍位置。一直到2009年年初，亞當才被音樂公司Crazed Hits簽約，在此之前所有的單曲和專輯都是由亞當自己獨立發行。
2010年於12月發行冬季單曲《Peppermint Winter》，隔年2011年6月14日發行第二張簽約後專輯《All Things Bright And Beautiful》。該張專輯的先行單曲為和Shawn Chrystopher合作的《Alligator Sky》，該曲亦為亞當首次於音樂中融入饒舌元素。
專輯《Owl city Live in Los angels》 在2012年1月-2月發行
Owl City於2012年8月發行了他的第四張錄音室專輯 《The Midsummer Station》 ;在 Billboard 200上的最佳排名第七名。 2015年7月10日，Owl City發行了他的第五張專輯《Mobile Orchestra》，收錄單曲《You are Not Alone》、《 Verge 》和《Unbelievable》。Owl City的第六張錄音室專輯《 Cinematic 》則於2018年6月1日發行。
於2022年8月與Armin Van Buuren和Gareth Emery合作歌曲《Forever & Always》
亞當宣布自己將於2023年發布一張新專輯，他將該專輯描述為：「一個極具想像力的作品，揭示了他對創造力的奇怪魔力的投入。」、「它完全是應該是的樣子，而非流行文化…或演算法、分析、地球上的任何其他人告訴我要做的專輯。我寫出了關於我平凡、普通、奇怪的歌。」於2023年1月6日發表該專輯的第一張單曲《Kelly Time》、2月3日發表第二張單曲《Adam, Check Please》以及3月4日發表第三張單曲《Vitamin Sea》
最終於2023年3月24日發表專輯《Coco Moon》。

## 音樂風格
貓頭鷹之城的音樂風格是當下最為流行、時尚的電子混音音樂，但不同於傳統的電子舞曲所營造出的喧鬧、躁動不安的動感音樂氛圍，貓頭鷹之城的電子音樂通過使用簡單的電子樂器，摒棄了電子舞曲的樂器混雜使用，通過亞當·揚空靈飄逸的嗓音和精緻的和聲，從而把廣大樂迷帶入了充滿夢幻色彩並且活潑、躍動的音樂奇異王國。貓頭鷹之城的音樂風格在很大程度上受到了Disco 和歐洲電子音樂（European Electronic Music）的影響。同時，在音樂中還能聽到合成器流行音樂（SynthPop）和新浪潮音樂（New Wave Music）的眾多元素。 
出道之初以一曲「Fireflies」受到歐美地區注意，該曲已在美國、英國、澳洲、荷蘭、丹麥等國拿到單曲榜冠軍。並且在2011年發行了專輯《美麗人生》。此项专辑也獲得欧美流行音乐排行榜（European and American Pop chart） 榜單Top 10.

## 資料來源
1. ↑  adamyoungofficial. . Tumblr.   [2022-10-24]. （原始内容存档于2022-10-25）.
2. ↑  . web.archive.org. 2011-07-23  [2022-10-23]. （原始内容存档于2022-10-24）.
3. ↑  Songfacts. . www.songfacts.com.   [2022-10-23]. （原始内容存档于2022-10-23） （英语）.
4. ↑  ,   [2022-10-23], （原始内容存档于2022-10-23）
5. ↑  Mullins, About the Author / Ellie. . We Rave You. 2022-08-13  [2022-10-23]. （原始内容存档于2022-10-23） （美国英语）.
6. ↑  . www.youtube.com.   [2022-10-23]. （原始内容存档于2022-10-20）.
7. ↑  . Twitter.   [2023-02-07]. （原始内容存档于2023-03-15） （中文）.
8. ↑  . Twitter.   [2023-02-07]. （原始内容存档于2023-03-13） （中文）.
9. ↑  . Twitter.   [2023-03-25]. （原始内容存档于2023-03-13） （中文）.
10. ↑  . TAG24.   [2023-03-25]. （原始内容存档于2023-05-28） （英语）.

## 外部連結
- （英文）官方网站
- （英文）貓頭鷹之城的Facebook專頁